# بیرخیت اسخورمان
بیرخیت اسخورمان (هلندی: Birgit Schuurman؛ زادهٔ ۱ ژوئیهٔ ۱۹۷۷) موسیقی‌دان اهل هلند است.بیرخیت اسخورمان تا کنون 4 آلبوم را روانه بازار کرده است.تک آهنگ 	"Amplify"جدیدترین اثر اوست.